# Maria saska
Maria (ur. 15 grudnia 1516 w Weimarze, zm. najpewniej 7 stycznia 1583 w Wołogoszczy) – elektorówna saska, księżna pomorska, córka Jana z dynastii Wettinów i Małgorzaty z dynastii askańskiej, żona Filipa I z dynastii Gryfitów.

## Życiorys
Maria urodziła się 15 grudnia 1516 w Weimarze. Jej ojciec Jan był władcą Saksonii, jednym z elektorów Rzeszy z dynastii Wettinów, natomiast matka Małgorzata, księżniczką anhalcką z dynastii askańskiej.

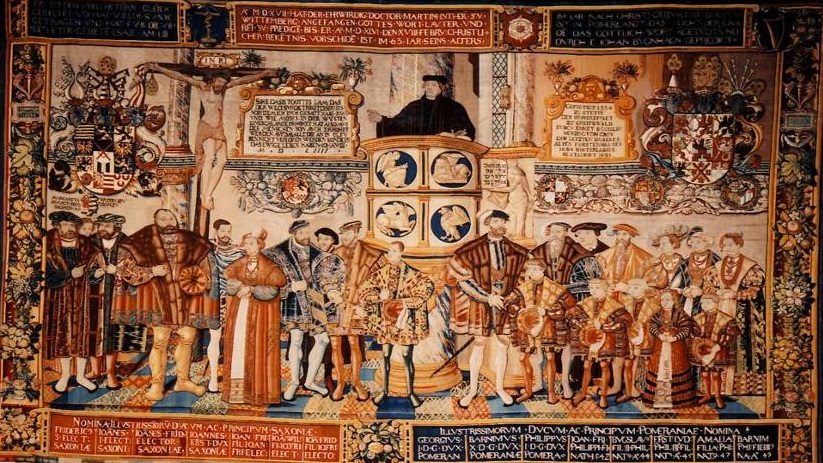
Filip I i Maria z dziećmi i krewnymi obojga małżonków (Gryfitami i Wettynami) na oponie Croya.

Ślub z księciem wołogoskim Filipem I był jedną ze składowych zawartego w 1535 sojuszu protestanckich władców północno-wschodnich Niemiec. Spełniając prośbę przyszłego małżonka, elektor Jan Fryderyk kazał Lucasowi Cranachowi wykonać, zwyczajowy w takiej sytuacji, konterfekt księżniczki Marii, który został wysłany na Pomorze. Uzgodnionego potem przez pomorskich i saskich negocjatorów „obejrzenia” księżniczki, na które nalegał przyszły pan młody, dokonali w Torgau wysłannicy obu książąt pomorskich (Filipa I i jego stryja Barnima IX Pobożnego) Jobst von Dewitz i Bartłomiej Swawe. Uroczystości weselne na saskim zamku w Torgau trwały przez trzy dni – od 26 do 28 lutego 1536, pierwszego dnia (w sobotę) miały miejsce właściwe uroczystości zaślubin (wymiana obrączek, sporządzenie układu dotyczącego posagu i oprawy wdowiej), drugiego (niedziela) Marcin Luter koncelebrował nabożeństwo, doszło też do pokładzin, zaś w poniedziałek odbyły się uroczystości weselne wraz z turniejem.
Po śmierci Filipa objęła w posiadanie zagwarantowane jej dobra wdowie: 1560-1569 okręg Barda z Nowopolem, a od 1569 obszar wysp Wolin i Uznam; jej syn Ernest Ludwik w 1574 roku wybudował jej rezydencję wdowią na obszarze dawnego klasztoru – zamek w Pudagli. Księżna zmarła na zamku w Wołogoszczy, najpewniej 7 stycznia 1583 (choć nie można wykluczyć także dwóch dni wcześniejszych), a pochowana została przy mężu w kościele parafialnym pod wezwaniem św. Piotra w Wołogoszczy 25 stycznia tegoż roku.
Ze związku z Filipem I pochodziło dziesięcioro znanych dzieci:
- Jerzy (II; ur. 13 lutego 1540, zm. 16 listopada 1544)
- Jan Fryderyk (ur. 27 sierpnia 1542, zm. 9 lutego 1600) – biskup kamieński (1557-1574), książę wołogoski (1560/1567-1569) i szczeciński (1569-1600);
- Bogusław XIII (ur. 9 sierpnia 1544, zm. 7 marca 1606) – książę wołogoski (1560/1567-1569), na Bardzie i Nowopolu (1569-1605) i szczeciński (1603-1606), na Bytowie i Darłowie (1605-1606);
- Ernest Ludwik (ur. 1 listopada 1545, zm. 17 czerwca 1592) – książę wołogoski (1569-1592);
- Amelia (ur. 28 stycznia 1547, zm. 16 września 1580);
- Barnim X Młodszy (ur. 15 lutego 1549, zm. 1 września 1603) – książę na Darłowie (1569-1600), Bytowie i Bukowie (1573-1600) i szczeciński (1600-1603);
- Eryk (III; ur. 22 sierpnia 1551, zm. 12/13 grudnia 1551);
- Małgorzata (ur. 19 marca 1553, zm. 5 września 1581) – żona Franciszka II, księcia sasko-lauenburskiego (1581-1619);
- Anna (ur. 18 września 1554, zm. 10 września 1626) – żona Ulryka III, księcia meklemburskiego na Güstrowie (1556-1603) i Schwerinie (1592-1603);
- Kazimierz VII (ur. 22 marca 1557, zm. 10 maja 1605) – biskup kamieński (1574-1602), książę na Darłowie i Bytowie (1600-1605) i szczeciński (1603)[4].

Źródła współczesne przypisywały Filipowi I i Marii saskiej również syna Filipa (II) i Zofię, jednak literatura przedmiotu podważa ich istnienie.
Wygląd księżnej znany jest m.in. z przedstawienia na gobelinie, tzw. oponie Croya, z 1554 oraz trzech przedstawień pomieszczonych w zaginionej księdze wizerunków księcia Filipa II (Visierungsbuch). Maria wraz z małżonkiem sportretowana została na tłoczeniu skórzanej oprawy jednej z pozycji księgozbioru ze zbiorów Bismarck-Ostenów. Nie zachowały się natomiast: portret Marii pędzla Lucasa Cranacha, wykonany jako konterfekt ślubny na zlecenie brata Jana Fryderyka, portret z 1545 pędzla Antona de Widy (przedstawienie będące pierwowzorem wizerunku z opony Croya), jak też jego późniejsza, przechowywana w Szczecinie, kopia.